# Букова-Велика
Букова-Велика (пол. Bukowa Wielka) — село в Польщі, у гміні Савин Холмського повіту Люблінського воєводства.
Населення — 441 особа (2011).
У 1975-1998 роках село належало до Холмського воєводства.

## Демографія
Демографічна структура станом на 31 березня 2011 року:
|          | Загалом | Допрацездатний вік | Працездатний вік | Постпрацездатний вік |
| -------- | ------- | ------------------ | ---------------- | -------------------- |
| Чоловіки | 222     | 52                 | 142              | 28                   |
| Жінки    | 219     | 50                 | 109              | 60                   |
| Разом    | 441     | 102                | 251              | 88                   |